# Arcangelo Ianelli
Arcangelo Ianelli (São Paulo, 18 de julho de 1922 — São Paulo, 26 de maio de 2009) foi um pintor, escultor, ilustrador e desenhista brasileiro, natural da cidade de São Paulo, que fez parte do Grupo Guanabara, do qual foram integrantes ainda Manabu Mabe (1924-1997), Yoshiya Takaoka (1909-1978) e Tikashi Fukushima (1920-2001).